# Union des États

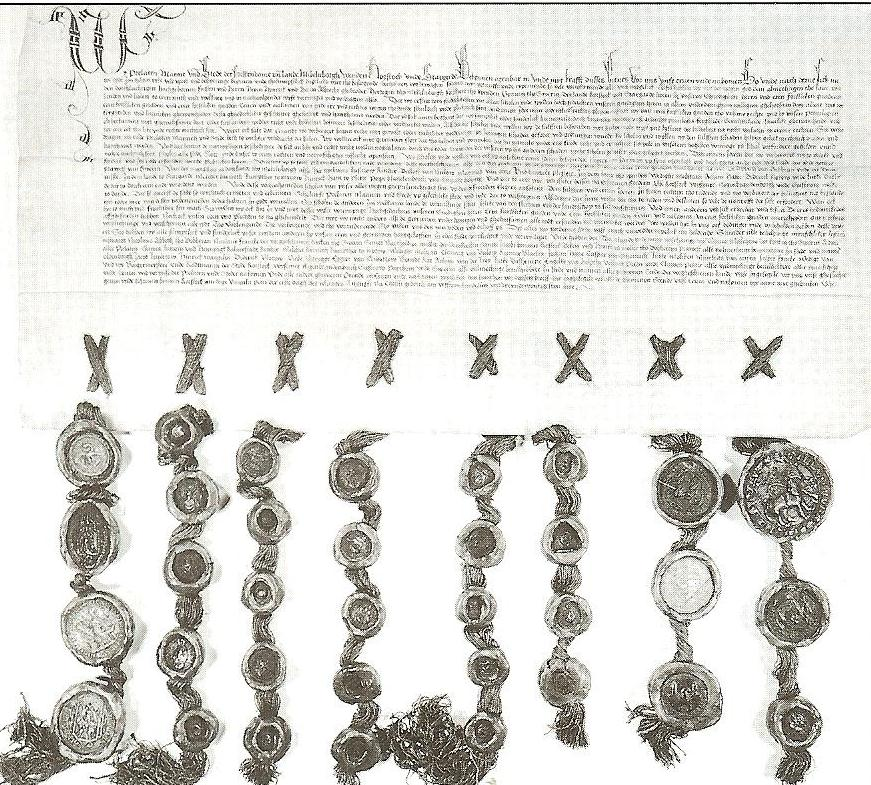
Certificat de ratification de l'union des États du Mecklembourg, dite Grande Union

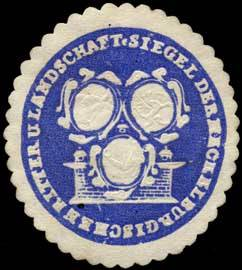
Sceaux de chevalier et régional, symbolisant les trois arrondissements corporatifs

L'Union des États dans le Mecklembourg, également appelée union de la chevalerie de Mecklembourg, est un traité daté du 1er août 1523 au cours de laquelle les États de Mecklembourg se sont unis pour former une fédération éternelle. Celle-ci constitue pendant près de quatre siècles la base de l'État corporatif du Mecklembourg.

## Émergence
Les États de Mecklembourg se sont formés à partir du XIIIe siècle, lorsque la chevalerie, l'ensemble des vassaux du Mecklembourg, est d'abord convoquée pour certaines affaires (par exemple, en 1275, les vassaux sont convoqués au complet lors d'un conflit de tutelle). La Campagne, la représentation des villes rurales, remonte au début du XIVe siècle, lorsque la chevalerie fait appel à des représentants des villes pour ses assemblées 
Comme la perception effective d'impôts à des fins régionales, dont les recettes proviennent principalement du chiffre d'affaires des commerçants urbains et des salaires des citadins libres, nécessite la coopération des autorités financières urbaines, l'introduction ou la modification de chaque impôt est soumise à l'approbation des parlements de l'État de Mecklembourg. Les représentants qui y sont envoyés représentent la campagne, la chevalerie ou, depuis le début du XVe siècle, les prélats, qui forment tous les trois les États. « Leur formation ultérieure se fait dans le cadre d'une lutte de pouvoir permanente avec les souverains de l'État. Depuis l'unification du Mecklembourg sous Henri IV le Gros en 1471, les États respectifs des trois sous-seigneuries de Mecklembourg (arrondissement de Mecklembourg), Wenden (arrondissement des Wendes) et Stargard (arrondissement de Stargard (de)) se réunissent de plus en plus souvent dans le cadre de parlements communs.
Lorsque le duc Magnus II meurt en novembre 1503, il laisse trois fils et un frère co-gouverneur. Il n'y a pas de règlement sur la primogéniture dans le Mecklembourg ; cependant, Magnus a recommandé que son fils aîné Henri V (1479-1552) soit chargé des affaires de l'État.
Henri règne conjointement avec ses frères Éric (1483-1508) et Albert VII (1486-1547) et son oncle Balthazar. Ce dernier est mort le 16 mars 1507 et Erich le 22 décembre 1508, tous deux sans héritiers, de sorte que Henri et Albert sont entrés en possession de tout le pays. Eux aussi gouvernent d'abord conjointement, bien qu'Albert ait préconisé à plusieurs reprises une division des terres.
Dans le traité de la maison de Neubrandenbourg (de) du 7 mai 1520 stipule qu'Henri règne à Schwerin et Albert à Güstrow. Le domaine est divisé en deux, les biens des monastères et les villes restent sous un gouvernement commun. Cela entraîne des querelles continues entre les frères et, en fin de compte, un renforcement de l'autonomie des états provinciaux. Ces derniers sont alarmés par les projets de partage et craignent pour leurs privilèges. À cela s'ajoutent les conflits dans l'Empire à la suite de la Réforme et la fin de l'union de Kalmar au nord avec l'abdication forcée du roi Christian II au Danemark et en Norvège en janvier 1523 et l'élection de Gustave Ier Vasa comme roi de Suède le 6 juin 1523. Les États décident donc de conclure une union en marge du parlement régulier à Sagsdorf en 1523. Pour ce faire, ils se réunissent à Rostock le jour de la Vincula Petri (de) (fête de Saint-Pierre-ès-Liens, 1er août 1523).

## Contenu
Les parties contractantes sont les prélats (dignitaires ecclésiastiques), les hommes (chevaliers) et les villes des régions de Mecklembourg, Werle, Rostock (de) et Stargard (de).
Par ce traité, les États se sont engagés sous serment à se conseiller, s'assister et se dédommager mutuellement à perpétuité et à maintenir la paix, la justice et l'unité. Tous les habitants libres (donc pas la population rurale soumise au servage) de chaque arrondissement doivent avoir les mêmes droits, privilèges et libertés et être régis par les mêmes lois, ordonnances et traités, tant en matière séculière qu'ecclésiastique.
Pour représenter les États et régler les litiges, un comité de 22 membres est nommé, qui devient par la suite le comité restreint, organe exécutif des États.
Les prélats sont représentés pour la dernière fois au parlement en 1549 ; à la suite de la Réforme, leurs terres sont rattachées du domaine princier. Par la suite, les États provinciaux se divisent en corps de la chevalerie et corps de la campagne. La chevalerie comprend les propriétaires de domaines principaux éligibles au parlement, tandis que toutes les villes rurales du Mecklembourg existant en 1549 font partie de la Campagne. L'appartenance à la chevalerie repose sur la possession de terres éligibles au parlement et non sur l'ascendance. Pour l'exercice de l'autogestion corporative, l'ensemble des États est divisé en trois arrondissements en tant que chevalerie et campagne. Dans leur désignation : du Mecklembourg, des Wendes et de Stargard, les trois seigneuries médiévales perdurent, mais dans leur délimitation, elles s'en tiennent aux frontières créées en 1621 par la deuxième division principale de l'État du Mecklembourg (de). L'arrondissement de Mecklembourg correspond au duché de Schwerin, des Wendes au duché de Güstrow sans l'État de Stargard, qui forme son propre arrondissement et à partir du compromis de Hambourg (1701) (de) forme la partie principale du nouveau duché partiel de Mecklembourg-Strelitz. Son autre partie, occidentale, la principauté de Ratzebourg, ne participe pas à l'Union, car elle fait entièrement partie du domaine en tant que bien ecclésiastique sécularisé seulement en 1648. Les arrondissements sont subdivisés en buraux chevaleresques à des fins d'autogestion.
Dans le corps de la Campagne, les villes maritimes de Rostock et de Wismar occupent une position particulière ; elles n'appartiennent à aucun des arrondissements. L'histoire de Wismar est en outre particulièrement marquée par la suprématie suédoise de 1648 à 1803. Après la réintégration de facto de Wismar en 1803 et la renonciation de jure de la Suède en 1903, la ville appartient au Mecklembourg en vertu du droit international. La Campagne accepte la réintégration de Wismar en son sein le 1er juillet 1897. Les villes rurales étaient dirigées par une ville de premier rang : Parchim est à la tête des villes mecklembourgeoises, Güstrow des villes wendes et Neubrandenbourg des villes stargardiennes.
Le projet de partage du territoire n'est certes pas mentionné, mais il est clair que l'Union est fondée avant tout pour rester un conseil uni grâce à l'évocation des privilèges et des droits de justice, afin de minimiser les conséquences de tout partage de souveraineté, de rendre impossible un partage réel du territoire et de maintenir durablement la structure corporative globale du Mecklembourg.

## Suites
À partir de 1523, les États forment une corporation durable, unifiée et donc puissante. C'est le début du développement de la constitution et de l'organisation des États fédérés, si déterminantes pour le Mecklembourg.
En dépit de toutes les divisions de la dynastie, les États de Mecklembourg restent un corps commun et indivisible. La force politique et économique croissante de l'Union des États empêche par la suite les seigneurs d'État d'imposer une pratique absolutiste du pouvoir. Les prélats, en tant que représentants des monastères et des collégiales dans le pays, perdent leur importance dans le cadre de la Réforme. Appelés pour la dernière fois à participer à un parlement en 1549, les prélats ne sont plus reconnus en tant que tels en 1552. Trois monastères (ceux de Dobbertin, Malchow (de) et Ribnitz) passent en 1572 sous la direction de la chevalerie et de la campagne en tant que couvents luthériens. Depuis le départ des prélats, les chevaliers et les paysans forment les États de Mecklembourg.
Les chevaliers et les paysans devenus la force politique la plus puissante de l'État de Mecklembourg, qu'ils maintiennent pendant des siècles comme un lien de fer. Cette union, l'ancienne Union, est remise en question à plusieurs reprises par la suite, mais elle est toujours renouvelée. En 1733, les États provinciaux la confirment sous le nom de Nouvelle Union. En 1748, les ducs tentent d'instaurer une division par le biais d'une convention, mais ils s'y opposent ouvertement et protestent.
Finalement, les ducs doivent confirmer l'Union dans la compromis successoral constitutionnelle (de) de 1755, dans laquelle le texte de 1523 fait partie de la comparaison successorale en tant qu'annexe 8. La tentative de transformer le Mecklembourg-Schwerin en une monarchie constitutionnelle ayant échoué en 1848 avec la sentence arbitrale de Freienwalde (de), l'Union est ressuscitée après une courte interruption et reste une force marquante de l'histoire constitutionnelle et administrative du Mecklembourg jusqu'à la fin de la monarchie dans le Mecklembourg en 1918.

## Dissolution
À la suite de la révolution de novembre 1918, les États sont supprimés en tant que corporations de droit public par l'ordonnance du 3 décembre 1918. Ils continuent cependant d'exister en tant que corporations privées pour leurs affaires corporatives et leurs institutions de droit civil, telles que l'Association de crédit de la chevalerie, la Caisse des incendies de la chevalerie, la Caisse des veuves du conseil et la Société d'assurance incendie de la ville, avec leurs anciennes représentations, à condition d'adopter un nouveau nom de corporation. Un bureau gouvernemental, dépendant du ministère d'État, est créé pour gérer les affaires et fonctionne jusqu'au 10 février 1921. Jusqu'en 1927, il y a encore des conflits judiciaires concernant les biens, notamment les monastères régionaux, qui sont portés devant la Cour d'État du Reich allemand (de).

## Archives
L'Union est ratifiée en double exemplaire. Les deux documents se trouvent dans les archives principales de l'État de Mecklembourg à Schwerin (de) depuis la reprise des archives de l'État en 1924.

### Grande Union
La Grande Union, une charte sur vélin exécutée calligraphiquement mesurant 37,7 × 74,3 cm, est scellée par cinq prélats, 23 chevaliers et six villes. Les signataires sont:

#### Prélats
- Ulricus Malchow, administrateur des églises de Schwerin
- Nicolas, abbé de Doberan (de)
- Nicolaus Franke, doyen du chapitre de la cathédrale de Schwerin
- Bartholdus Moller (de), doyen de l'église-cathédrale Saint-Jacques de Rostock (de)
- Hinricus Moller, prévôt de Dobbertin[10].

comme plénipotentiaires et commandants, à la place et au nom de tous les prélats

#### Chevaliers
Les commandants plénipotentiaires de tout l'équipage sont 
- Claus Lützow (de)
- Henning Halverstadt (de)
- Melcher Barvoet, commandant de Mirow (de)
- Wedige Molzahn
- Clement von Bülow
- Reimar Blücher
- Jochim Hane (de)
- Kaspar von Schöneich (de), chancelier du duc Henri V
- Lütke Moltke
- Matthias von Oerzen
- Jasper Finke (de)
- Wedige Oldenburg (de)
- Jacob Levezow
- Hinrich Wangelin (de)
- Diedrich Flotow
- Vicke Vieregge
- Eggert von Quitzow (de)
- Berend Rohr
- Achim von der Lühe (de)
- Lütke Bassewiß
- Engelke von Helpede (de)
- Vollrad Preen (de)
- Claus Penze (de)

#### Villes
- Maires des villes de Rostock et Wismar, Neubrandenbourg, Güstrow, Parchim et Schwerin, en tant que commandants plénipotentiaires, à la place et au nom de toutes les communes rurales du Mecklembourg .

### Petite Union
Il existe également la Petite Union en tant que charte d'accession, dans laquelle les prélats, hommes et femmes de la communauté reconnaissent l'accord de succession conclu et rédigé par leurs mandataires pour eux-mêmes, leurs familles, leurs ancêtres et leurs descendants. Elle est signée et scellée par plus de 280 membres de la chevalerie et 8 villes.

## Mémoire
Dans l'atrium de la maison des États de Rostock (aujourd'hui cour d'appel de Rostock (de)) se trouve une mosaïque qui rappelle l'Union : sous les trois armoiries des cercles de chevalerie de Mecklembourg (tête de taureau), des Wendes (griffon) et de Stargard (bras avec anneau) sont inscrites les dates suivantes : 1523 1er août (Union des États) et 1755 18 avril (Accord sur l'héritage foncier de l'État).

### Publications
- Abdruck der alten Union der Mecklenburgischen Landes-Stände, und derselben Ratification, De Anno 1523. den 1. Augusti: in Plattdeutscher Sprache, samt beygefügter Hochteutschen Uebersetzung. – o. O., um 1720
- Grosse Union: Volltext ohne Namen der Unterzeichner bei Hugo Sachsse (de): Mecklenburgische Urkunden und Daten. Rostock, 1900. S. 214–216 (Digitalisat)
- Kleine Union: Volltext ohne Namen der Unterzeichner bei Hugo Sachsse: Mecklenburgische Urkunden und Daten. Rostock, 1900. S. 216–217 (Digitalisat)